# Knights Hill
Knights Hill är ett berg i Australien. Det ligger i regionen Kiama och delstaten New South Wales, i den sydöstra delen av landet, omkring 97 kilometer sydväst om delstatshuvudstaden Sydney. Toppen på Knights Hill är 755 meter över havet, eller 13 meter över den omgivande terrängen. Bredden vid basen är 0,24 km.
Närmaste större samhälle är Kiama, omkring 15 kilometer öster om Knights Hill. 
I omgivningarna runt Knights Hill växer i huvudsak städsegrön lövskog. Runt Knights Hill är det ganska tätbefolkat, med 75 invånare per kvadratkilometer. Genomsnittlig årsnederbörd är 1 352 millimeter. Den regnigaste månaden är februari, med i genomsnitt 211 mm nederbörd, och den torraste är juli, med 36 mm nederbörd.